# Morti nel 1990/Settembre
| Questa pagina contiene informazioni ricavate automaticamente dalle voci biografiche con l'ausilio del template Bio e di un bot. L'aggiornamento è periodico e automatico e ricostruisce completamente la pagina. Se manca una persona in questa lista, sei pregato di non aggiungerla, ma accertati piuttosto che la sua voce biografica contenga il template Bio e che i dati anagrafici siano correttamente compilati. Se il template Bio manca, inseriscilo tu stesso o, in alternativa, metti l'avviso {{tmp\|Bio}} che ne segnala la mancanza. Se i dati riportati sono sbagliati, correggi direttamente la voce biografica; le modifiche saranno visibili in questa lista entro pochi giorni. Per chiarimenti vedi il progetto biografie. La lista contiene solo le 99 persone che sono citate nell'enciclopedia e per le quali è stato implementato correttamente il template Bio. Pagina aggiornata al 3 mar 2024. |

- 1º settembre - Afanasij Pavlant'evič Beloborodov, generale sovietico (n. 1903)
- 1º settembre - Geir Hallgrímsson, politico islandese (n. 1925)
- 1º settembre - Edwin O. Reischauer, linguista, orientalista e diplomatico statunitense (n. 1910)
- 2 settembre - John Bowlby, psicologo, medico e psicoanalista britannico (n. 1907)
- 2 settembre - Erich Herker, hockeista su ghiaccio tedesco (n. 1905)
- 2 settembre - Jože Javoršek, scrittore sloveno (n. 1920)
- 2 settembre - Ettore Musco, generale italiano (n. 1899)
- 3 settembre - Mieczysław Fogg, baritono polacco (n. 1901)
- 4 settembre - Lawrence A. Cremin, storico statunitense (n. 1925)
- 4 settembre - Irene Dunne, attrice e cantante statunitense (n. 1898)
- 4 settembre - Giuseppe Gobbato, marciatore italiano (n. 1904)
- 4 settembre - Alceo Lipizer, calciatore italiano (n. 1921)
- 5 settembre - Alessandro Ciceri, tiratore a volo e imprenditore italiano (n. 1932)
- 5 settembre - Hugh Foot, barone Caradon, diplomatico britannico (n. 1907)
- 5 settembre - Luigi Fossati, giornalista italiano (n. 1927)
- 5 settembre - Roderic Alfred Gregory, fisiologo britannico (n. 1913)
- 6 settembre - Francisco Eppens Helguera, pittore e scultore messicano (n. 1913)
- 6 settembre - Tom Fogerty, chitarrista statunitense (n. 1941)
- 6 settembre - Efat Ghazi, attivista iraniana (n. 1935)
- 6 settembre - Audrey Hanna, attrice statunitense (n. 1907)
- 6 settembre - Beniamino Maggio, attore italiano (n. 1907)
- 6 settembre - Hertha Meyer, biofisica brasiliana (n. 1902)
- 6 settembre - Octavio Señoret, attore e produttore cinematografico cileno (n. 1924)
- 6 settembre - Herbert Spiegelberg, filosofo statunitense (n. 1904)
- 7 settembre - Raffaele Franco, politico italiano (n. 1914)
- 7 settembre - Ahti Karjalainen, politico finlandese (n. 1923)
- 7 settembre - Carlos Canário, calciatore portoghese (n. 1918)
- 7 settembre - A. J. P. Taylor, storico e giornalista britannico (n. 1906)
- 7 settembre - Filiberto di Savoia-Genova, generale italiano (n. 1895)
- 8 settembre - Boris Tenin, attore sovietico (n. 1905)
- 8 settembre - Cosimo Zappelli, alpinista italiano (n. 1934)
- 9 settembre - Nicola Abbagnano, filosofo e storico della filosofia italiano (n. 1901)
- 9 settembre - Samuel Kanyon Doe, politico e militare liberiano (n. 1951)
- 9 settembre - Antonino Marino, carabiniere italiano (n. 1957)
- 9 settembre - Aleksandr Vladimirovič Men', presbitero russo (n. 1935)
- 9 settembre - George Sime, hockeista su prato britannico (n. 1915)
- 9 settembre - Rimantas Stankevičius, aviatore e astronauta lituano (n. 1944)
- 9 settembre - Hugh Sutherland, hockeista su ghiaccio canadese (n. 1907)
- 10 settembre - Javier Barroso, architetto, calciatore e dirigente sportivo spagnolo (n. 1903)
- 10 settembre - Dante Corneli, scrittore e antifascista italiano (n. 1900)
- 10 settembre - Maria Piantanida, allenatrice di ginnastica artistica, cestista e velocista italiana (n. 1905)
- 10 settembre - Asrate Mariam Yemmeru, arcivescovo cattolico etiope (n. 1904)
- 11 settembre - Frederick Fyvie Bruce, biblista britannico (n. 1910)
- 11 settembre - Ferdinando Carbone, giurista, magistrato e funzionario italiano (n. 1900)
- 11 settembre - Jorge Sánchez García, calciatore argentino (n. 1930)
- 11 settembre - Iris von Roten-Meyer, giornalista, scrittrice e avvocato svizzera (n. 1917)
- 12 settembre - Ivo Curtini, pallanuotista jugoslavo (n. 1922)
- 12 settembre - Claude Mondésert, teologo francese (n. 1906)
- 12 settembre - Sandro Sinigaglia, poeta e partigiano italiano (n. 1921)
- 13 settembre - Phil Napoleon, trombettista statunitense (n. 1901)
- 13 settembre - Gian Carlo Pajetta, politico e partigiano italiano (n. 1911)
- 14 settembre - Leonid Ivanov, calciatore sovietico (n. 1921)
- 14 settembre - Denis Payot, avvocato svizzero (n. 1942)
- 15 settembre - Ken Domon, fotografo e fotoreporter giapponese (n. 1909)
- 15 settembre - Mario Giovanni Guerriero Ruffini, politico italiano (n. 1937)
- 15 settembre - Max Schäfer, allenatore di calcio e calciatore tedesco (n. 1907)
- 16 settembre - Rosa Di Natale, poetessa, scrittrice e giornalista italiana (n. 1904)
- 16 settembre - Rościsław Iwanow-Ruszkiewicz, cestista, pallavolista e pallamanista polacco (n. 1919)
- 16 settembre - Semën Konstantinovič Kurkotkin, generale sovietico (n. 1917)
- 16 settembre - Hugues Laurent, scenografo francese (n. 1885)
- 16 settembre - Fermo Marelli, imprenditore e dirigente d'azienda italiano (n. 1900)
- 16 settembre - Oscarino, calciatore brasiliano (n. 1907)
- 16 settembre - Annibale Vitellozzi, architetto italiano (n. 1902)
- 17 settembre - Angelo Schiavio, calciatore e allenatore di calcio italiano (n. 1905)
- 18 settembre - Giuliano Agresti, arcivescovo cattolico italiano (n. 1921)
- 18 settembre - Antonio Caprioli, calciatore italiano (n. 1931)
- 18 settembre - Ed Sadowski, cestista e allenatore di pallacanestro statunitense (n. 1917)
- 19 settembre - Raffaello Franchini, filosofo e saggista italiano (n. 1920)
- 19 settembre - Werner Janssen, compositore statunitense (n. 1899)
- 19 settembre - Hermes Pan, ballerino e coreografo statunitense (n. 1909)
- 19 settembre - Ioana Radu, cantante rumena (n. 1917)
- 20 settembre - Rosa Balistreri, cantautrice e cantastorie italiana (n. 1927)
- 20 settembre - Lucien Konter, calciatore lussemburghese (n. 1925)
- 20 settembre - Attilio Micheluzzi, fumettista italiano (n. 1930)
- 20 settembre - Mario Pochetti, politico e sindacalista italiano (n. 1921)
- 20 settembre - Vincenzo Vernaschi, politico italiano (n. 1929)
- 21 settembre - Sumner Getchell, attore statunitense (n. 1906)
- 21 settembre - Oleksandr Konstantynopol's'kyj, scacchista sovietico (n. 1910)
- 21 settembre - Rosario Livatino, magistrato italiano (n. 1952)
- 21 settembre - Xu Xiangqian, generale e politico cinese (n. 1901)
- 22 settembre - Francesco Quaroni, dirigente d'azienda italiano (n. 1908)
- 23 settembre - Armand Su, poeta e esperantista cinese (n. 1936)
- 23 settembre - Pål Angell-Hansen, calciatore norvegese (n. 1925)
- 23 settembre - Nello Caserta, politico italiano (n. 1905)
- 24 settembre - Kang Joon-ho, pugile sudcoreano (n. 1928)
- 24 settembre - Ángel Sabata, nuotatore e pallanuotista spagnolo (n. 1911)
- 24 settembre - Ladislas Smid, calciatore ungherese (n. 1915)
- 25 settembre - Ciccio Vitaliti, batterista italiano (n. 1907)
- 26 settembre - Lothar Collatz, matematico tedesco (n. 1910)
- 26 settembre - Alberto Moravia, scrittore, giornalista e sceneggiatore italiano (n. 1907)
- 27 settembre - Matvej Isaakovič Blanter, compositore sovietico (n. 1903)
- 28 settembre - Angelo Morzone, calciatore italiano (n. 1913)
- 28 settembre - Larry O'Brien, politico statunitense (n. 1917)
- 28 settembre - Willy Schröder, discobolo tedesco (n. 1912)
- 29 settembre - John Carta, aviatore italiano (n. 1946)
- 30 settembre - Ingvald Frøysa, calciatore norvegese (n. 1904)
- 30 settembre - Michel Leiris, scrittore e etnologo francese (n. 1901)
- 30 settembre - Anna Noficzer, cestista ungherese (n. 1933)
- 30 settembre - Patrick White, scrittore, drammaturgo e saggista australiano (n. 1912)